# لوشيو (أين)
لوشيو (بالفرنسية: Lochieu)‏ هي بلدية فرنسية تقع في إقليم الأين في فرنسا. رمز إنسي لها هو:1218. أما الرمز البريدي لها فهو: 1260.